# 西三庄站
西三庄站是石家庄地铁3号线的地铁车站，位于中华人民共和国河北省石家庄市新华区联盟路与西三庄街交叉口，为3号线西端终点站，于2020年1月20日开通。

## 车站结构
西三庄站位于联盟路与西三庄街交叉口，沿联盟路设置，呈东西走向，为地下两层岛式站台车站，车站长296.34米，标准段宽21.1米，车站地下一层为站厅层，地下二层为站台层，站台设置全高站台门。车站西侧设有两条存车线，供列车折返使用。
| 地面              | 出入口 | A、B、C、D出入口                                                                        |
| 地下一层          | 站厅   | 客服中心、自动售票机、验票机                                                            |
| 地下二层          | 站台   | \| \| \| █ 3号线落客 \| \| 島式 · 開左邊车门 \| \| \| \| \| \| █ 3号线往乐乡（高柱） \| |
|                   |        | █ 3号线落客                                                                             |
| 島式 · 開左邊车门 |        |                                                                                         |
|                   |        | █ 3号线往乐乡（高柱）                                                                   |

## 车站出口
西三庄站共有4个出入口，各出口及周围设施如下所示：
| 出口编号                             | 照片 | 地点                             | 可到达目的地   |
| ------------------------------------ | ---- | -------------------------------- | -------------- |
| 出口 · A · 扶手电梯标志              |      | 联盟路（北侧），西三庄街（东侧） | 健达花苑       |
| 出口 · B · 升降机标志 · 扶手电梯标志 |      | 联盟路（南侧），西三庄街（东侧） | 西芩园         |
| 出口 · C · 扶手电梯标志              |      | 联盟路（南侧），西三庄街（西侧） | 润江新华壹号院 |
| 出口 · D · 扶手电梯标志              |      | 联盟路（南侧），西三庄街（西侧） | 西三庄小区     |
| 註： 設有 \| 設有扶手電梯            |      |                                  |                |

## 接驳交通

### 公交车
- 西三庄(西芩园)：17路，29路，40路，110路，旅游6路

## 历史
本站工程名与正式站名均为西三庄站，以车站所处的西三庄街道命名。
- 2020年1月20日，本站随3号线一期北段通车一同开通[1]。
- 2021年1月9日，受新冠疫情影响，车站暂停运营[3]。2月19日，车站恢复运营[4]。
- 2022年8月28日，受新冠疫情影响，车站暂停运营[5]。9月6日，车站恢复运营[6]。